# Statendam (Schiff, 1929)
Die Statendam (III) war ein 1929 in Dienst gestelltes Passagierschiff der niederländischen Reederei Holland-America Line, das bis zum Ausbruch des Zweiten Weltkriegs im Liniendienst in die Vereinigten Staaten im Einsatz stand. Anschließend lag das Schiff in Rotterdam, wo es während der Schlacht um die Niederlande im Mai 1940 durch ein Feuer zerstört wurde.

## Geschichte
Die Statendam wurde am 11. August 1921 unter der Baunummer 612 in der Werft von Harland & Wolff in Belfast auf Kiel gelegt und lief am 11. September 1924 vom Stapel. Während dieser Zeit wurde in den Vereinigten Staaten der Immigration Act of 1924 beschlossen, der die Einwanderung in die USA erheblich einschränkte und so das bisher vor allem auf die Beförderung von Auswanderern ausgelegte Schiff unwirtschaftlich machte. Seine Bauweise musste daher abgeändert werden, was neben der zwischenzeitlich ausgesetzten staatlichen Förderungen beim Bau seine Ablieferung um mehrere Jahre verzögerte. Die Fertigstellung erfolgte schließlich bei Wilton’s Dok- en Werf Maatschappij in Schiedam. Am 11. April 1929 brach die Statendam zu ihrer Jungfernfahrt nach Hoboken auf. Sie war das dritte Schiff dieses Namens für die Holland-America Line.
In den Wintermonaten unternahm das Schiff seit 1930 neben dem Liniendienst auch Kreuzfahrten, vorwiegend in die Karibik. Die luxuriös und modern ausgestattete Statendam beförderte während ihrer Dienstzeit zahlreiche Prominente wie Königin Wilhelmina, Heinrich zu Mecklenburg, Helen Wills Moody, Felix Andries Vening-Meinesz, Pierre Monteux, Tilly Losch und Richard Bedford Bennett. Nach einer gut zehn Jahre andauernden Dienstzeit beendete der Ausbruch des Zweiten Weltkriegs im September 1939 die aktive Laufbahn der Statendam, die nach mehreren Fahrten zur Evakuierung Geflüchteter aus Deutschland oder von deutschen Truppen angegriffenen Gebieten in die USA am 9. Dezember 1939 in Rotterdam aufgelegt wurde. Eine geplante, erneute Indienststellung erfolgte aus Angst vor einem möglichen Angriff nicht.

Die brennende Statendam (ganz links) neben einem weiteren brennenden Schiff und der Veendam am 11. Mai 1940

Am 10. Mai 1940 griff die deutsche Wehrmacht die Niederlande an. Am Tag darauf wurde die Statendam an ihrem Liegeplatz durch einen Großbrand zerstört. Auch ein neben der Statendam liegendes Schiff ging in Flammen auf. Zur Ursache des Brandes gibt es unterschiedliche Angaben. Hierbei wird Artilleriebeschuss deutscher Truppen, aber auch Brandstiftung zur Verhinderung einer Beschlagnahmung durch die Deutschen genannt. Laut Arnold Kludas und Jürgen Rohwer trafen deutsche Bomber des Kampfgeschwaders 4 bei einem Luftangriff das Schiff. Das Wrack der Statendam wurde im August 1940 als Totalverlust abgeschrieben und im selben Monat zum Abbruch zur Abwrackwerft Frank Rysdyk in Hendrik-Ido-Ambacht geschleppt.